# Даун (графство)
Вижте пояснителната страница за други значения на Даун.
Даун (на английски: County Down, Каунти Даун; на ирландски: Contae An Dúin, със старо име Сейнт Мирън), е едно от шестте графства на Северна Ирландия. Заема площ от 2448 км² (945 кв. мили). Разположено е в провинция Ълстър. Населението на графството по данни от 1992 г. е 416 600 жители. Център на графството е град Даунпатрик, а най-голям град е Бангор.

## Градове
- Балигауън
- Балинахинч
- Банбридж
- Бангор
- Белфаст и Лисбърн (част от източните им предградия, основните части са в графство Антрим)
- Даунпатрик
- Донахади
- Дроумор
- Дъндоналд
- Каридъф
- Килкийл
- Комбър
- Кросгар
- Мойра
- Нюри (част от източните предградия, основната част е в графство Арма)
- Нюкасъл
- Нютаунардс
- Ратфриланд
- Сейнтфийлд
- Уорънпойнт
- Хилсбъроу
- Холиуд